# Liriomyza simulator
Liriomyza simulator är en tvåvingeart som beskrevs av Malloch 1934. Liriomyza simulator ingår i släktet Liriomyza och familjen minerarflugor. Inga underarter finns listade i Catalogue of Life.